# Ladirat
Ladirat település Franciaországban, Lot megyében. Lakosainak száma 89 fő (2022. január 1.). Ladirat Gorses, Latouille-Lentillac, Molières, Saint-Paul-de-Vern és Terrou községekkel határos.

## Népesség
A település népességének változása:
| Lakosok száma | 178  | 161  | 132  | 118  | 109  | 100  | 97   | 94   | 93   | 89   |
|               | 1968 | 1982 | 1990 | 2006 | 2013 | 2015 | 2017 | 2019 | 2020 | 2022 |